# Andrzej Baranowski (zm. 1631)
Andrzej Baranowski herbu Jastrzębiec (zm. w 1631 roku) – kantor poznański, kanonik gnieźnieńskiej kapituły katedralnej, kanonik krakowski, proboszcz łowicki i sandomierski, sekretarz królewski.
Syn kasztelana ciechanowskiego Andrzeja herbu Jastrzębiec i Doroty Fredrówny herbu Jednorożec.
Pochowany w kościele św. Piotra w Krakowie.